# Dominik Mandić
Dominik Mandić (Lise, 2. prosinca 1889. – Chicago, 23. kolovoza 1973.) bio je hrvatski franjevac, povjesničar i politički djelatnik. Bio je istaknuti povjesničar hrvatske i bosanskohercegovačke povijesti. Tijekom Drugog svjetskog rata protivio se ustaškim progonima, no povijesni izvori ga također povezuju s organizacijom poslijeratnog bijega ustaških dužnosnika, poznatom kao štakorski kanali.

## Životopis
Rođen je u Lisama kraj Širokog Brijega. Pučku školu i gimnaziju pohađao je na Širokom Brijegu i u Mostaru. U Fribourgu u Švicarskoj studira teologiju i stječe doktorat iz crkvene povijesti 1912. godine. Tamo je 1912. i zaređen za svećenika. Rat ga je omeo da već tada (1914.) ne okruni svoje školovanje doktoratom pa je to učinio kasnije, 1921. godine. Po povratku u Mostar imenovan je vjeroučiteljem u mostarskoj državnoj gimnaziji te izabran za starješinu Hercegovačke franjevačke provincije; pozvan za profesora u Rim, na zamolbu vlastite Provincije prihvaća ravnateljstvo velike klasične gimnazije na Širokom Brijegu.
U razdoblju Kraljevine Jugoslavije, Mandić je bio pristaša projugoslavenske Hrvatske pučke stranke. Za razliku od većine hercegovačkih franjevaca koji su podržavali HSS, Mandić je nakon atentata u Narodnoj skupštini 1928. podržao beogradsku vladu, zbog čega ga je kralj Aleksandar I. Karađorđević odlikovao Ordenom sv. Save. Nakon uvođenja Šestosiječanjske diktature 1929., Mandić je ponovno iskazao podršku kralju Aleksandru, koji ga je odlikovao Ordenom jugoslavenske krune.
Od 1928. do 1934. bio je provincijal Hercegovačke franjevačke provincije. Godine 1939. izabran je u središnju upravu Franjevačkoga reda u Rimu, u svojstvu predstavnika svih franjevačkih provincija u slavenskim zemljama i generalnoga ekonoma Reda.

## Djelovanje u Drugom svjetskom ratu
Početak rata zatekao ga je u Rimu. Čin proglašenja NDH doživio je bez puno entuzijazma, smatrajući to političkim aktom koji ne odražava slobodno očitovanje volje hrvatskoga naroda. Iako je pozdravio osnivanje hrvatske države, bio je kritičan prema ustaškom režimu. Zauzimao se u crkvenim krugovima protiv progona Srba, Roma i Židova, potaknut ponajviše kršćansko-humanističkim stavom, isto kao što je i tražio da se odustane od masovne retorzije nad srpskim stanovništvom nakon četničkih zlodjela u okolici Mostara u travnju 1941. Nakon što je čuo za progone Srba i Židova, intervenirao je kod vlasti NDH tražeći da se zaustave deportacije i zločini. Njegov odnos s diplomatskim predstavništvom NDH u Rimu bio je hladan te nije sudjelovao na proslavama obljetnica osnutka države.
Prema navodima povjesničara, Mandić je uspostavio kontakte s britanskom obavještajnom službom (SIS) i, uz pomoć drugih hercegovačkih franjevaca poput fra Lea Petrovića, prikupljao obavještajne podatke iz Mostara. Realistički je procijenio da su prilike nastanka NDH nepovoljne po mogućnost dugoročnoga održanja, pa se uključuje od 1942. kao posrednik u više pokušaja uspostave kontakta sa zapadnim saveznicima, predviđajući propast sila Osovine.

### Uloga u "štakorskim kanalima"
Unatoč sukobima s ustaškim vodstvom, nakon sloma NDH 1945., Mandić je odigrao ključnu ulogu u organizaciji bijega ustaških dužnosnika i drugih suradnika sila Osovine iz Europe. Prema istraživanju Marka Aaronsa i Johna Loftusa, Mandić je upravljao financijama tzv. zavoda sv. Jeronima u Rimu, koji je bio središte jednog od glavnih "štakorskih kanala".
Navodi se da je Mandić, zajedno s fra Krunoslavom Draganovićem, koristio franjevačke tiskare za izradu lažnih dokumenata i prao novac ustaškog režima preko računa u Vatikanskoj banci kako bi omogućio bijeg ratnih zločinaca pred pravdom. U ovoj mreži sudjelovali su i drugi svećenici, poput Vilima Cecelje u Austriji i Karla Petranovića u Genovi. Kada je 1946. i 1947. u Italiji nastao, temeljem sporazuma zapadnih saveznika i Jugoslavije, pravi lov na ugledne Hrvate, Mandić je sredstvima Reda omogućio desetcima najistaknutijih ustaških časnika i intelektualaca da izbjegnu izručenje koje je vodilo u sigurnu smrt, osiguravši im putovnice za prekomorske zemlje, poglavito Latinsku Ameriku.

## Poslijeratno djelovanje i povjesničarski rad
Mandić je organizirao socijalnu skrb za desetke tisuća hrvatskih izbjeglica u Italiji. Njegovim zalaganjem osnovana je tiskara u izbjegličkom logoru Fermo u kojoj su se tiskale novine i knjige za hrvatske izbjeglice. Godine 1952. seli u Chicago, gdje preuzima starješinstvo hercegovačkih franjevaca u Sjevernoj Americi.
Najveći dio svog povjesničarskog opusa stvorio je u emigraciji, poglavito u SAD-u. Njegov rad karakterizira iznimna akribija i poznavanje izvora na više jezika (uz latinski i grčki, služio se i talijanskim, francuskim, ruskim, španjolskim, engleskim, njemačkim, poljskim, mađarskim, češkim i slovačkim jezikom), kao i sjajno poznavanje nijansa crkvene i konfesionalne povijesti, posebice u Hrvatskoj i Bosni i Hercegovini. Središnji interes bila mu je starija hrvatska povijest, s posebnim naglaskom na Bosnu i Hercegovinu.
Glavno ograničenje Mandićevog historiografskog opusa, promatrano iz suvremenog kuta, leži u njegovoj metodologiji. Budući da nije primjenjivao multidisciplinarni pristup koji bi uključivao spoznaje iz arheologije, povijesti umjetnosti, paleografije, povijesnog jezikoslovlja, demografskih i gospodarskih kretanja, kulturoloških istraživanja i drugih pomoćnih povijesnih znanosti, njegov se rad danas smatra dijelom klasične hrvatske historiografske škole. Uz to, njegov se pristup povijesnim izvorima ponekad ocjenjuje kao nedovoljno kritičan, zbog čega se svrstava uz bok povjesničarima poput Vjekoslava Klaića ili Ferde Šišića.

### Polemika s Nadom Klaić
Mandić je tijekom 1960-ih vodio neizravnu polemiku s Nadom Klaić o pristupu hrvatskoj povijesti ranoga srednjovjekovlja. Zbog Mandićevog statusa antikomunističkog emigranta, rasprava nije mogla biti vođena otvoreno. Prednost pristupa Nade Klaić bila je u primjeni modernih znanstvenih i multidisciplinarnih metoda te u kritičkoj analizi povijesnih izvora. S druge strane, Mandićeva snaga očitovala se u detaljnim crkvenopovijesnim analizama, što je bilo od velike važnosti s obzirom na ulogu Crkve u srednjovjekovnom društvu.
Polemika je imala više dimenzija. Pristup Nade Klaić smatrao se metodološki naprednijim, što je, prema nekim ocjenama, pozitivno utjecalo na razvoj hrvatske historiografije. U javnosti je sukob često bio prikazan kao borba između "znanstvene" historiografije, koju je navodno predstavljala Nada Klaić, i "nacionalnog romantizma", čijim se predstavnikom smatrao Mandić.
Prema nekim kritičkim tumačenjima, rad Nade Klaić bio je podržan od strane jugoslavenskih i hrvatskih komunističkih vlasti, unatoč povremenim formalnim kritikama. Prema tom stajalištu, radilo se o srazu dvaju suprotstavljenih pristupa, Mandićevog "hrvatskog maksimalizma" i Klaićkinog "hrvatskog minimalizma", od kojih nijedan nije uspio postaviti čvrste temelje za daljnja istraživanja, posebice u bosanskoj medijevalistici. Kao primjeri spornih teza navode se Mandićeve špekulacije o sjevernoafričkom podrijetlu Vlaha te teze Nade Klaić o dolasku Hrvata iz Karantanije.

## Djela
Glavna djela Dominika Mandića su: «Hrvati i Srbi, dva stara različita naroda», «Bogumilska crkva bosanskih krstjana», «Crvena Hrvatska», «Državna i vjerska pripadnost sredovječne BiH», «Etnička povijest Bosne i Hercegovine». Prvo domovinsko prošireno izdanje znamenite knjige dr.fra Dominika Mandića "Rasprave i prilozi iz stare hrvatske povijesti / De Croatorum historia antiqua" objavljeno je u Zagrebu 2009., u "HrvojeBibiloteci" književnika i urednika Mile Pešorde. Knjiga, tiskana uz 800. obljetnicu Reda Sv. Franje Asiškoga, svečano je predstavljena u Hrvatskom institutu za povijest 18. studenoga 2009. Pisao je za bogoslovski časopis na hrvatskom jeziku Bogoslovsku smotru. Značajan je i kao autor koji je proučavao tragove koji govore o (ne)sačuvanim kronikama iz doba hrvatskih kraljeva, Gesta regum chroatorum. 
Glavna djela Dominika Mandića su:
- Hrvati i Srbi, dva stara različita naroda
- Bogumilska crkva bosanskih krstjana
- Crvena Hrvatska
- Državna i vjerska pripadnost sredovječne BiH
- Etnička povijest Bosne i Hercegovine

### Sabrana djela Dominika Mandića
Sabrana djela Dominka Mandića objavljena su 2013. godine u četiri tematska sveska od strane naklade ZIRAL. Prvi svezak sadrži životopis fra Dominika Mandića (autora Bazilija Pandžića) i Mandićeva djela iz hrvatske povijesti: Crvena Hrvatska u svijetlu povijesnih izvora, Hrvati i Srbi dva različita naroda i Hrvatske zemlje u prošlosti i sadašnjosti. Drugi svezak sadrži Mandićeva djela iz povijesti BiH: Državna i vjerska pripadnost sredovječne Bosne i Hercegovine i Etnička povijest Bosne i Hercegovine. Treći svezak sadrži Mandićeva djela iz crkvene povijesti: Bogomilska crkva bosanskih krstjana, Franjevačka Bosna: Razvoj i Uprava Bosanske Vikarije i provincije 1340.-1735. i Duvanjska biskupija od XIV-XVII. stoljeća. Četvrti svezak sadrži Mandićeve rasprave i članke, koje je objavljivao u posebnom izdanju Rasprave i prilozi iz stare hrvatske povijesti, te raznim domaćim i inozemnim znanstvenim i drugim časopisima.

## Naslijeđe
- Gimnazija fra Dominika Mandića u Širokom Brijegu

## Vanjske poveznice
Mrežna mjesta
- Hrvati i Srbi:engleski prijevod
- Ziral-izdanja. Sabrana djela Dominika Mandića  Arhivirana inačica izvorne stranice od 23. prosinca 2004. (Wayback Machine)